# Footloose (single)
Het nummer "Footloose" van Kenny Loggins is afkomstig van de soundtrack van de gelijknamige film Footloose uit 1984. Op 11 januari dat jaar werd het nummer in de VS, Canada en Europa op vinylsingle uitgebracht. In april dat jaar volgden Australië, Nieuw-Zeeland, Japan, Zuid-Afrika, Mexico en Latijns Amerika. In 1989 werd het nummer op cd-single uitgebracht.

## Achtergrond
De plaat werd in een aantal landen een hit. In thuisland de Verenigde Staten stond de plaat drie weken op nummer één in de Billboard Hot 100. Het was een van de twee nummer 1-hits uit de soundtrack van de gelijknamige film Footloose. In Canada, Australië, Nieuw-Zeeland en Zuid-Afrika werd eveneens de nummer 1-positie bereikt. In het Verenigd Koninkrijk werd de 6e positie in de UK Singles Chart bereikt en in Ierland, Duitsland en Zwitserland de 4e.
In Nederland werd de plaat destijds wel regelmatig gedraaid op Hilversum 3, maar behaalde desondanks géén notering in de destijds drie landelijke hitlijsten op de nationale publieke popzender (de Nederlandse Top 40, Nationale Hitparade en de TROS Top 50). De plaat kwam zelfs niet in de Tipparade. Ook in de Europese hitlijst op Hilversum 3, de TROS Europarade, werd géén notering behaald.
In België bereikte de plaat de 26e positie in de Vlaamse Radio 2 Top 30 en de 27e positie in de voorloper van de Vlaamse Ultratop 50.  In Wallonië werd géén notering behaald.

## Videoclip
De videoclip bevatte veel scènes uit de film, die vooral in het magazijn opgenomen waren en waar onder andere de personages van acteurs Kevin Bacon, Lori Singer en John Lithgow in te zien zijn. In Nederland werd de videoclip destijds op televisie uitgezonden door de popprogramma's AVRO's Toppop, Countdown van Veronica en Popformule van de TROS.

## Oscarnominatie
Het nummer is gemaakt voor de filmsoundtrack en daardoor in 1984 ook genomineerd voor een Oscar voor de categorie “Beste Originele Nummer”. Deze werd echter toegekend aan “I Just Called to Say I Love You” van Stevie Wonder.